# Cladonia dilleniana
Cladonia dilleniana är en lavart som beskrevs av Flörke. Cladonia dilleniana ingår i släktet Cladonia och familjen Cladoniaceae.   Inga underarter finns listade i Catalogue of Life.